# Airbus A310
Airbus A310 je širokotrupni avion od srednjeg do velikog doleta. To je drugi zrakoplov izrađen u udruženju europskih zrakoplovnih industrija (danas EADS). A310 je u stvari skraćena inačica Airbus A300, prvog dvomotornog širokotrupnog aviona. Proizvodnja aviona prestala je u srpnju 2007. (zajedno s A300).

## Povijesni razvoj
Dizajn aviona je prvobitno predstavljen kao Airbus A300-B10. Razlike između dva zrakoplova su:
-kraći trup,
-redizajn krila
-manji okomiti stabilizator.
Na tržištu je A310 predstavljen kao širokotrupni avion za zračne kompanije u razvoju. Od 1983. do 2007. isporučeno je 255 aviona. Nasljednik A310 je još uspješniji Airbus A330-200 (s istim poprečnim presjekom). A300 i A310 osigurali su konkurentnost s američkim Boeingom.

## Inačice

### A310-200
Prvi A310 (162. izrađen Airbus) prvi let je imao u travnju 1982. Pokretan je s dva Pratt & Whitney JT9D motora. 1983. godine sa zrakoplovom su počeli letjeti Lufthansa i tadašnji Swissair.

#### A310-200C
Inačica aviona na kojoj se mogu maknuti sjedišta te se zrakoplov "pretvara" u cargo inačicu za prijevoz terteta.

### A310-300
Prvi let inačice aviona bio je u srpnju 1985. A310-300 uz veću maksimalnu težinu uzlijetanja ima i veći dolet, radi dodatnih spremnika goriva integriranih u vodoravni stabilizator. Na vrhovima krila ove inačice ugrađeni su "Winglet"-i koji dodatno povećavaju aerodinamičke osobine aviona (kasnije su takvi završeci vrhova krila dodani i na inačicu -200). Avion je ušao u redovni servis 1986. godine u tadašnjem Swissair-u.

#### A310-300C
Inačica aviona na kojoj se mogu maknuti sjedišta te se zrakoplov "pretvara" u cargo inačicu za prijevoz terteta.

### A310 MRTT
Inačica koju koriste vojne zračne snage kao transportne avione. Nekoliko aviona je od strane EADS-a preuređeno u avio-cisterne koje sluše za nadopuni vojnih zrakoplova tijekom leta (naručeno je šest aviona, Luftwaffe-4 i Canadian Forces-2).

## Usporedba
| [ 1 ]                | A310-200                   | A310-200F                 | A310-300                | A310-300F              |
| -------------------- | -------------------------- | ------------------------- | ----------------------- | ---------------------- |
| Posada               | 2                          | 2                         | 2                       | 2                      |
| Dužina               | 46,66 m                    | 46,66 m                   | 46,66 m                 | 46,66 m                |
| Visina               | 15,8 m                     | 15,8 m                    | 15,8 m                  | 15,8 m                 |
| Razmah krila         | 43,9 m                     | 43,9 m                    | 43,9 m                  | 43,9 m                 |
| Kut strijele krila   | 28°                        | 28°                       | 28°                     | 28°                    |
| Poprečni presjek     | 5.64 m (17ft 4in)          | 5.64 m (17ft 4in)         | 5.64 m (17ft 4in)       | 5.64 m (17ft 4in)      |
| Putnici(2 klase)     | 240                        | 33t cargo                 | 240                     | 33t cargo              |
| MTOW                 | 141.974 kg                 | 141.974 kg                | 164.000 kg              | 164.000 kg             |
| Težina zrakoplova    | 80.142 kg                  | 72.400 kg                 | 83.100 kg               | 73.900 kg              |
| Maks. gorivo         | 55.200 l                   | 55.200 l                  | 75.470 l                | 75.470 l               |
| Ekonomska brzina (M) | 0,80 (850 km/h.)           | 0,80 (850 km/h.)          | 0,80 (850 km/h.)        | 0,80 (850 km/h.)       |
| Max speed (M)        | 0,84 (901 km/h.)           | 0,84 (901 km/h.)          | 0,84 (901 km/h.)        | 0,84 (901 km/h.)       |
| Visina leta          | 12.000 m                   | 12.000 m                  | 12.000 m                | 12.000 m               |
| Potisak (×2) (lb)    | 50.000-53.200              | 50.000-53.200             | 56.000-59.000           | 56.000-59.000          |
| Motori               | PWJT9D-7R4 ili CF6-80C2A2  | PWJT9D-7R4 ili CF6-80C2A2 | PW4156A ili CF6-80C2A8  | PW4156A ili CF6-80C2A8 |
| Dolet                | 6.800 km Trans-kontinental | 5.550 km                  | 9.600 km Trans-atlantik | 7.330 km               |